# Sjúrður
Sjúrður o Sigurd va ser al voltant de l'any 1300 løgmaður de les illes Shetland i potser també de les Illes Fèroe.
Va ser, juntament amb el bisbe Erlendur, l'autor de la Carta de les ovelles de 1298. Van actuar en nom del duc Haakon Magnusson de Noruega i van formar una mena de "comissió", aparentment passant per alt el løghing (parlament) de les Illes Fèroe, la qual cosa podria contradir que Sjúrður n'hagués estat el president (løgmaður). Tanmateix, Sjúrður surt mencionat com a possible løgmaður a la istòria oficial del Løgting.
No se sap res més de Sjúrður, de fet Erlendur es mostra com l'home més important de la seva època a les Illes Fèroe.